# Zahnradbahn Saint-Jean–Saint-Just

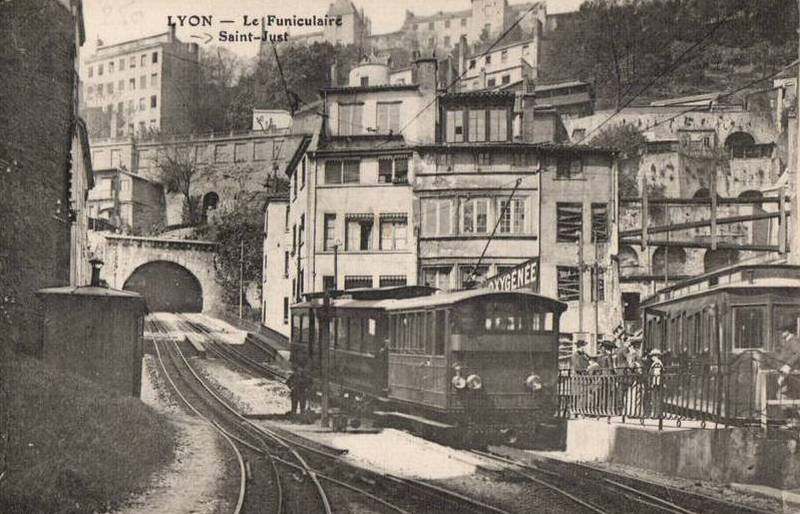
Ein Zug am Abfahrtbahnsteig von Saint-Just kurz nach der Eröffnung, rechts die Standseilbahn Funiculaire de Fourvière

Die Zahnradbahn Saint-Jean–Saint-Just (französisch: Chemin de fer à crémaillère Saint-Jean–Saint-Just) war eine Zahnradbahn mit einer Spurweite von einem Meter, die das Lyoner Stadtviertel Saint-Jean am Ufer der Saône mit den Vierteln Saint-Just und Saint-Irénée an und auf den Hügeln der Anhöhe Fourvière verband. Die Streckenlänge betrug 822 m. An ihrer Stelle verkehrt heute, auf derselben Strecke, die Standseilbahn Funiculaire de Saint-Just (Linie F1).

## Geschichte

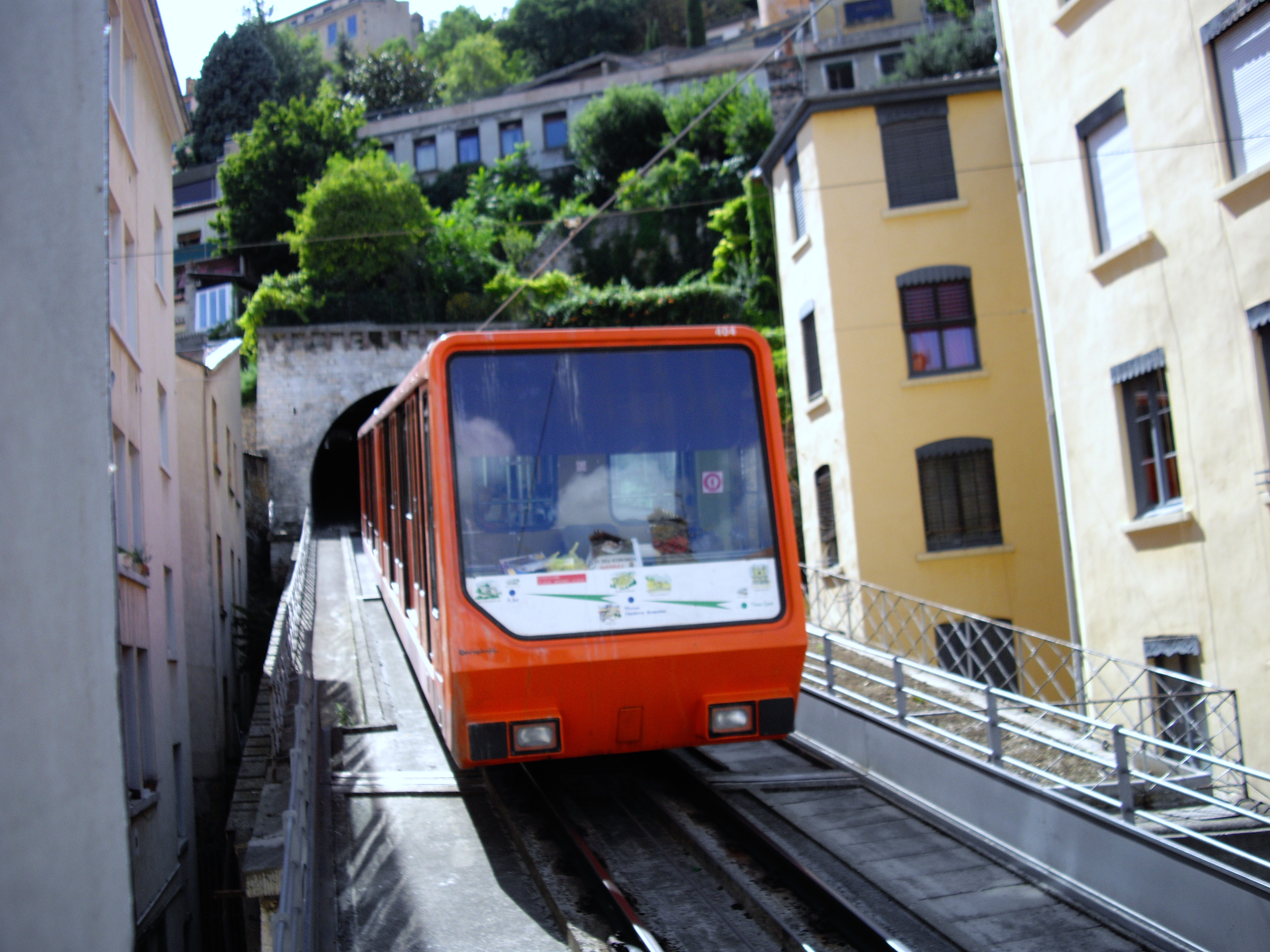
Zug der heute anstelle der Zahnradbahn verkehrenden Standseilbahn.

1872 wurde die Compagnie du Chemin de Fer de Lyon à Fourvière et Saint-Just gegründet, die 1878 eine 842 m lange Standseilbahn von Saint-Jean nach Saint-Just eröffnete. Die Strecke war zweigleisig und in Regelspur ausgeführt, zwischen der Zwischenstation Minimes und der Bergstation betrug die maximale Steigung 18,15 Prozent. Das Zugseil wurde von einer stationären Dampfmaschine bewegt.
Im Jahr 1900 wurde die Bahn geschlossen und zu einer Zahnradbahn umgebaut, die im selben Jahr eröffnet wurde. Deren Betrieb wurde am 4. Juli 1958 eingestellt und die Zahnradbahn wiederum durch eine Standseilbahn ersetzt. Diese wurde im Zuge des U-Bahnbaus in die Altstadt (Linie D) bis 1988 komplett erneuert und verkehrt heute de facto als Teil des Metronetzes.

## Infrastruktur
Auf der Strecke gibt es zwei Tunnel, die drei Stationen befinden sich im Freien. Die Talstation befindet sich am heutigen U-Bahnhof Vieux Lyon der Linie D und wird zusammen mit der auf die Terrasse der Basilika Notre-Dame de Fourvière führenden Standseilbahn Funiculaire de Fourvière (Linie F2) genutzt. An der Bergstation begann 1886–1954 die Straßenbahn nach Vaugneray.

## Betriebsgesellschaft
Der Betrieb lag zwischen 1900 und 1911 in den Händen der Compagnie des chemins de fer Fourvière Ouest-Lyonnais und wurde dann von 1911 bis 1958 von der Gesellschaft Omnibus et Tramway de Lyon fortgeführt.

## Rollendes Material
Das rollende Material bestand aus vier elektrischen Zugmaschinen Nr. 1101 bis 1104 der Firma SLM Winterthur, die zwischen 1900 und 1905 geliefert und für die Personenzüge genutzt wurden, sowie drei 1900 gelieferten Triebwagen von SLM Winterthur für den Gütertransport. Die Stromzufuhr erfolgte von einer Oberleitung über Stangenstromabnehmer.